# Вормут, Франк
Франк Вормут (нем. Frank Wormuth; род. 13 сентября 1960, Западный Берлин) — немецкий футболист, тренер.

## Клубная карьера
Франк родился в Западном Берлине, провёл своё детство и юность в районе Миттельбаден. Начал карьеру в клубе «Оффенбюргер». В 1982 году перешёл в «Фрайбург», играющий во второй бундеслиге. В своём дебютном сезоне в клубе играл вместе с полузащитником Йоахимом Лёвом (будущим тренером сборной Германии). За сезон Франк отыграл двадцать четыре матча и забил один гол. По окончании сезона перешёл в «Герту».